# Флеккеби
Флеккеби (нем. Fleckeby) — община в Германии, в земле Шлезвиг-Гольштейн. 
Входит в состав района Рендсбург-Экернфёрде. Подчиняется управлению Шлай.  Население составляет 1866 человек (на 31 декабря 2010 года). Занимает площадь 12,31 км².